# Uncial 089
Uncial 089 (numeração de Gregory-Aland), ε 28 (Soden), é um manuscrito uncial grego do Novo Testamento. A paleografia data o codex para o século 6.

## Descoberta
Codex contém o texto do capítulo 26 do Evangelho segundo Mateus (26,2-4,7-9) em 1 folha de pergaminho (36 x 28). O texto está escrito com uma coluna por página, contendo 24 linhas cada. O texto grego desse códice é um representante do Texto-tipo Alexandrino. Aland colocou-o na Categoria II. Actualmente acha-se no Biblioteca Nacional Russa (Gr. 280) em São Petersburgo. Ele pertenceu ao mesmo códex que Uncial 092a. Ele contém Evangelho de Mateus (26,4-7,10-12), e está atualmente localizado no Mosteiro Ortodoxo de Santa Catarina (Sinai Harris 11, 1 f.).